# Siegels G-funktion
Inom matematiken är Siegels G-funktioner en klass av funktioner inom transcendensteori introducerad av Carl Siegel. De satisfierar en linjär differentialekvation med polynomkoefficienter, och koefficienterna av deras potensserier ligger i en fixerad algebraisk talkropp och deras höjder har högst exponentiell tillväxt.